# 条纹双光鱼
条纹双光鱼（学名：Diplophos teania）为钻光鱼科双光鱼属的鱼类，俗名条带多光鱼、细双钻光鱼。分布于印度洋、阿拉伯海、太平洋、大西洋、台湾岛以及南海等海域。该物种的模式产地在大西洋。